# 新連邦州

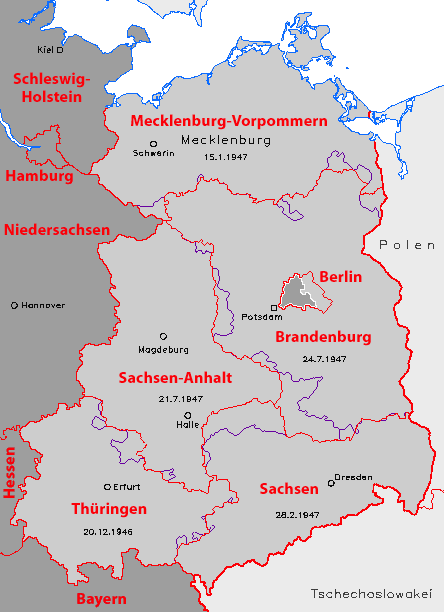
1947年-1952年の州境
1990年以降の州境

新連邦州（しんれんぽうしゅう、独: Neue Bundesländer）は、1990年のドイツ再統一にあたって旧ドイツ民主共和国（東ドイツ）の地域に制定され、ドイツ連邦共和国に新たに加盟した以下の5つの連邦州を指す。
第二次世界大戦後の東ドイツ建国当初に設置され、県制度への再編により1952年に廃止された5つの州を復活させる形でおおむね踏襲しているが、州境については若干の変更がある。
- メクレンブルク＝フォアポンメルン州
- ブランデンブルク州
- ザクセン＝アンハルト州
- ザクセン州
- テューリンゲン州